# 12 and Holding
12 and Holding és una pel·lícula estatunidenca dirigida per Michael Cuesta estrenada el 2006.

## Argument
Un noi mor accidentalment en un incendi. Tres dels seus parents (el seu germà bessó i dos dels seus amics) es recuperen de manera diferent del drama.

## Repartiment
- Jacob/Rudy Carges: Conor Donovan
- Malee Chuang: Zoe Weizenbaum
- Leonard Fisher: Jesse Camacho
- Gus Maitland: Jeremy Renner
- Carla Chuang: Annabella Sciorra
- Jil Carges: Linus Roache
- Grace Fisher: Marcia DeBonis